# Ovini Uera
Ovini Uera (18 gennaio 1988) è un judoka nauruano.
Attivo in campo internazionale dal 2015, Uera ha partecipato ai Giochi olimpici di Rio de Janeiro 2016, fermandosi agli ottavi di finale. Nel corso della cerimonia di chiusura della manifestazione, è stato portabandiera della propria delegazione nazionale.
Uera ha preso parte a due edizioni dei campionati oceaniani, conquistando una medaglia di bronzo nel 2016, e ha soprattutto partecipato a due edizioni dei Mondiali.

## Palmarès
| Anno | Manifestazione       | Sede           | Evento | Risultato     |
| ---- | -------------------- | -------------- | ------ | ------------- |
| 2015 | Mondiali             | Astana         | 90kg   | Primo turno   |
| 2016 | Giochi olimpici      | Rio de Janeiro | 90kg   | Terzo turno   |
| 2016 | Campionati oceaniani | Canberra       | 90kg   | Bronzo        |
| 2018 | Campionati oceaniani | Numea          | 90kg   | Secondo turno |
| 2018 | Mondiali             | Baku           | 90kg   | Primo turno   |
| 2019 | Giochi del Pacifico  | Apia           | 90kg   | Bronzo        |